# Орден Червоного орла
Орден Червоного орла було започатковано у 1705 році як орден де ля Синцеріте Бранденбург-Байройт, став придворним орденом у 1712 році. У 1734 році був визнаний, у 1792 визнаний повторно, коли його було започатковано як другий орден Королівства Пруссії.
Знак ордену є білим емальованим хрестом пате, з білим центральним медальйоном з червоним Бранденбурзьким орлом з родовим гербом династії Гогенцоллернів на грудях орла. На зворотному боці знаку — коронована монограма, ФВ.

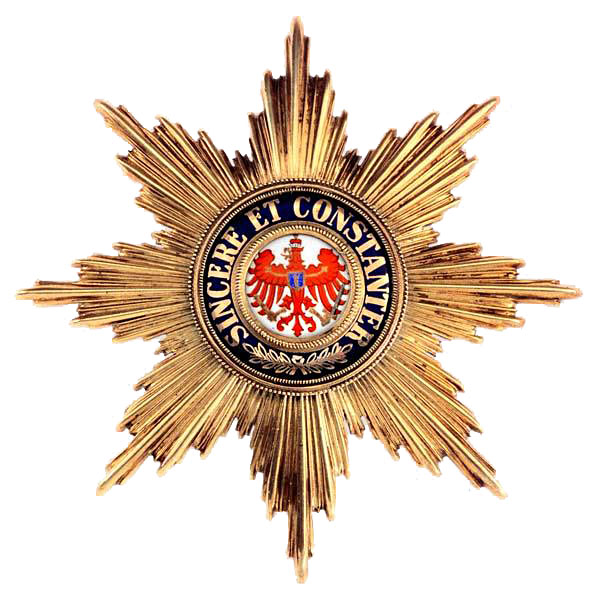
Зірка Великого хреста ордену (1861—1918)

Орден Червоного орла має складну й характерну у своєму роді історію. У 1659 році п'ятнадцятирічний кузен і вихованець Бранденбурзького курфюрста маркграф Бранденбург-Байретський Христіан Ернст для завершення освіти був відряджений у закордонну подорож. Перебуваючи у Бордо у 1660 році, він був присутній на урочистостях з нагоди зустрічі Людовіка XIV з майбутнім тестем Філіпом IV й тоді ж отримав звістку про мир, укладений між курфюрстом та імператором. Все це разом узяте переконало юнака започаткувати орден з девізом CONCORDANT (жити у згоді). Десь він чув, що саме у Бордо було започатковано орден Підв'язки, знаменитий тем, що його знак носять на одній з кінцівок; тому і своєму ордену він вирішив надати вигляду браслета.
Після повернення додому Христіан Ернст вступив у права володіння Байретським князівством, а орден Браслету згоди одразу ж забув; але саме його вважають першою ланкою в історії ордену Червоного орла.
У 1705 році 25-річний спадкоємець Христіана Ернста Георг Вільгельм, вкрай розчарований третім одруженням свого шістдесятирічного батька, за його прикладом започаткував власний орден Відвертості (DE LA SINCERITE), пов'язуючи його з пам'яттю покійної матері та вкладаючи до назви дещо образливий для батька зміст. Старий маркграф у боргу не залишився та вирішив оживити свій дитячий орден Згоди, але вигадав для нього новий знак і девіз: кути блакитного хреста були заповнені почерговими чорними прусськими й червоними бранденбурзькими орлами. Порядок слів девізу відповідав ініціалам подружжя CEES (Христіан Ернст та Єлизавета Софія) — CONSTANTE ЕТ ETERNELLE SINCERITE й мав тонко притискати самолюбство непокірного сина, оскільки включала назву ордену останнього, тим самим відводячи йому підпорядковану роль.
Смерть маркграфа 1712 року покінчила з розбратом: його орден не фігурував навіть на похованні. Проте того ж року з'явився новий статут ордену DE LA SINCERITE. Причому Георг Вільгельм проголосив його єдиним родовим орденом. Новий девіз SEMPER IDEM — (завжди той самий) розмістився на підвішеному до князівської корони хресті білої емалі з родовим бранденбурзьким червоним орлом в центрі. Новий маркграф торжествував до скону днів і на його похованні у 1726 році за гробом йшли у траурних мантіях всі кавалери з капітулом на чолі.
Георгу Вільгельму, за відсутності у нього належного потомства, спадкував маркграф Георг Фрідріх Карл Бранденбург-Кульмбахський, який довго не виявляв цікавості до орденів. Але у 1734 році він оживив орден DE LA SINCERITE під новою назвою — орден Бранденбурзького Червоного орла та з новим девізом SINCERE ЕТ CONSTANTER (відверто та стійко), який ніби підбивав підсумок родинної суперечки. У 1769 році припинилась і Бранденбург-Кульмбахська лінія, а спадщина дісталась представнику Ансбахської лінії Фрідріху Христіану Карлу Олександру, який у 1791 році, перебуваючи в Бордо, там же, де вперше було задумано родовий орден франкських князівств, підписав відмову від володінь, переданих ним короні. У 1792 році орден Червоного орла було узаконено як другий орден прусського королівського дому й отримав свою останню назву. Серед нагороджених (1798) відомий князь Ангальт-Кетен-Плесський Фердинанд Фридрих - засновник Асканії Нова. До початку XX століття він мав 6 класів, велике розмаїття знаків, цеп і три зірки. Знак вищого ступеня («великий хрест») на відміну від інших має форму мальтійського хреста й орлів у кутах. Як «посилювальні» деталі на хрестах і зірках може знаходитись дубове листя, корона, одна чи навіть дві пари мечів тощо.

## Ступені
| Ступені 1792—1810 |
| Кавалер           |

| Ступені 1810—1830 |                 |                 |
| Кавалер 3 класу   | Кавалер 2 класу | Кавалер 1 класу |

| Ступені після 1861 |                  |                 |                   |                       |                         |
| Медаль             | Кавалер (4 клас) | Офіцер (3 клас) | Командор (2 клас) | Гранд-офіцер (1 клас) | Кавалер Великого хреста |